# Stanisław Warszewicki
Stanisław Warszewicki herbu Kuszaba (ur. ok. 1530 w Warszawicach, zm. 3 października 1591 w Krakowie) – polski pisarz, działacz kontrreformacyjny, tłumacz, znawca greki, jezuita.
Obok Jakuba Wujka i Piotra Skargi) jeden z bardziej zasłużonych polskich jezuitów.

## Biografia
Stanisław był bratem przyrodnim Krzysztofa. Wychowanek Akademii Krakowskiej. Studiował w Wittenberdze pod kierunkiem F. Melanchtona (głównego reformatora niemieckiego szkolnictwa) oraz na Uniwersytecie Padewskim. Od 1556  był sekretarzem króla Zygmunta II Augusta. Po wyświęceniu na księdza w 1562 otrzymał kanonię gnieźnieńską i poznańską. W 1567 r. wyjechał na studia do Rzymu i tegoż roku wstąpił do nowicjatu Towarzystwa Jezusowego. W latach 1570–1572 organizator kolegium jezuickiego w Wilnie. W 1574 r. z inicjatywy papieża Grzegorza XIII i Anny Jagiellonki, przebywał w Szwecji z zadaniem nakłonienia Jana III Wazy do przejścia na katolicyzm. W latach 1578–81 był spowiednikiem żony Jana III i wychowawcą królewicza Zygmunta. Po zakończeniu misji w Szwecji skierowany został do Lublina, gdzie zajmował się kaznodziejstwem, dysputami z arianami oraz gromadzeniem środków na budowę gmachu kolegium i kościoła.  W latach 1582–1590 rektor kolegium jezuitów w Lublinie.
Przełożył z greki na łacinę Etiopiki Heliodora (Aethiopicae historiae libri, Bazylea 1552, wydane z listem pochwalnym Filipa Melanchtona), które stały się w okresie baroku modnym wzorcem romansu dworskiego i przygodowego.
Przetłumaczył na język polski utwory mistyka hiszpańskiego św. Ludwika z Granady: Przewodnik grzesznych ludzi (1567) i Zwierciadło człowieka chrześcijańskiego (1577).

## Teksty
- [1551] Oratio De Stanislao A Lasky, Palatino Siradiensi, et Lanciciensi Capitaneo, qui in familia veteri et nobilissima gentis Poloniae natus fuit, et sapientia, virtute et fide excelluit, Scripta A Stanislao Warschevicio.

- [1552] Heliodori Aethiopicæ Historiæ libri decem nunc primum è Gręco sermone in Latinum translati. Stanislao Warschevviczki Polono interprete. Adiectvm est etiam Philippi Melanthonis de ipso Autore, & hac eiusdem conuersione, iudicium. Item locuples rerum ac uerborum memorabilium index. Basileae, per Ioannem Oporinum. Google books

- [1577] Zwierciadło człowieka chrześcijańskiego, [autor] Ludovicus de Granada, [tłumaczył] Stanisław Warszewicki.

- [1579] Przewodnik Grzesznych Ludźi: ktory to wszytko pokázuie, co ma czynić Chrzesćijánin od początku náwrocenia swego, áż do doskonáłości; [autor] Ludovicus Granatensis, [tłumaczył] Stanisław Wárszewicki, W Krákowie.

- [1593] Nabożeństwo dla ludzi zabawnych, Poznań, (1693); [autor] Ludovicus de Granada, [tłumaczył] Stanisław Warszewicki.

## Opracowania
- [1938] BEDNARSKI, STANISŁAW, SI: Stanisław Warszewicki – Studium z dziejów Kościoła w Polsce XVI w.; Kraków, Wydawnictwo WAM, 160 stron, Seria	Prace i Źródła do Dziejów Jezuitów w Polsce. Seria Pierwsza. Prace, 3.

- [1949] BEDNARSKI, STANISŁAW, SI: Stanisława Warszewickiego pochodzenie, młodość, studia..., [w] Studia z dziejów kultury polskiej;  Warszawa, Gebethner i Wolff, stron 616.